# Illa Brabant
L'illa Brabant és, amb 976,8 km², la segona illa més gran de l'arxipèlag Palmer. Es troba entre l'illa Anvers i l'illa Lieja, prop de la península Antàrtica i és banyada per l'oceà Antàrtic. Fa 59 quilòmetres de llargada, en direcció nord-sud, per 30 d'amplada i s'eleva fins als 2.520 msnm, al Mont Parry. L'interior hi ha dues serralades, les muntanyes Solvay (Cook Summit, 1.590 m), al sud, i les muntanyes Stribog (Mont Parry), al centre i nord de l'illa.
Va rebre el nom per l'Expedició Antàrtica Belga de 1897–1899 dirigida per Adrien de Gerlache, en record a la província belga de Brabant i el suport rebut per la seva gent a l'hora de fer l'expedició.
L'Argentina inclou l'illa al departament Antàrtida Argentina, a la província Terra del Foc, Antàrtida i Illes de l'Atlàntic Sud; per a Xile forma part de la comuna Antártica de la provincia Antàrtica Xilena a la Regió de Magallanes i de l'Antàrtica Xilena; i pel Regne Unit forma part del Territori Antàrtic Britànic. Les tres reclamacions es troben suspeses pel Tractat Antàrtic.